# Julian Fellowes
Julian Alexander Kitchener-Fellowes, Baron Fellowes of West Stafford (ur. 17 sierpnia 1949 w Kairze) – brytyjski aktor, scenarzysta i reżyser filmowy. Zdobywca Oscara i nagrody Emmy. Polityk brytyjskiej Partii Konserwatywnej, zasiadający od 13 stycznia 2011 w Izbie Lordów.

## Życiorys
Urodził się w Kairze, gdzie jego ojciec Peregrine pracował jako dyplomata i arabista. Karierę aktorską rozpoczął w latach 70. Jest znany głównie z ról telewizyjnych – zagrał w wielu filmach i serialach. Na dużym ekranie pojawił się m.in. w Cienistej dolinie Richarda Attenborough (1993) i Jutro nie umiera nigdy (1997).
Oscarem uhonorowano napisany przez niego scenariusz eklektycznego dramatu Gosford Park Roberta Altmana (w 2002). Był także autorem scenariusza do kilku innych filmów, w tym do swojego debiutu reżyserskiego Separate Lies (2005). W 2004 ukazała się jego powieść Snobs, a w 2008 kolejny bestseller Past Imperfect. W 2011 otrzymał nagrodę Emmy za scenariusz serialu Downton Abbey.
Na podstawie jego opowiadania nakręcono jeden z odcinków serialu Sherlock Holmes and Doctor Watson (1980–1982) pt. The Case of The Other Ghost („Duch w pałacu Kindersley”).